# 云凝结核
云凝结核（英語：Cloud condensation nuclei），又稱凝结核，是使水蒸气凝结为液态时，作为凝结核心的颗粒。在純粹只有氣態水分子和其他氣體存在的空間中，水分子間的相互作用較小，些微的溫度下降並不足以使過飽合環境下的水分子相互凝聚成為液態，此時若有恰當的固態表面則可以做為媒介使表面上聚集的水分子間產生較大的作用並且持續和氣態水分子作用而造成冷凝，若此固體為微小的顆粒，則水的冷凝發生於顆粒表面上並且快速將顆粒包裹而成為微小霧滴，大量的微小粒子形成大量聚集的霧滴而成為雲霧，霧滴夠大且夠密集的雲霧則霧滴間互相碰撞結合後體積增大而形成雨滴。若溫度夠時將不生成霧滴，而是於凝結核上直接生成水的固態結晶，結晶持續成長後成為肉眼可見的雪花。除矿物的微小颗粒外，细菌、真菌及微小藻类也可以作为凝结核。

## 运用
降雨与降雪与凝结核有关，可以通过控制大气中凝结核的含量来实现人工降雨。

## 簡易實驗演示方法

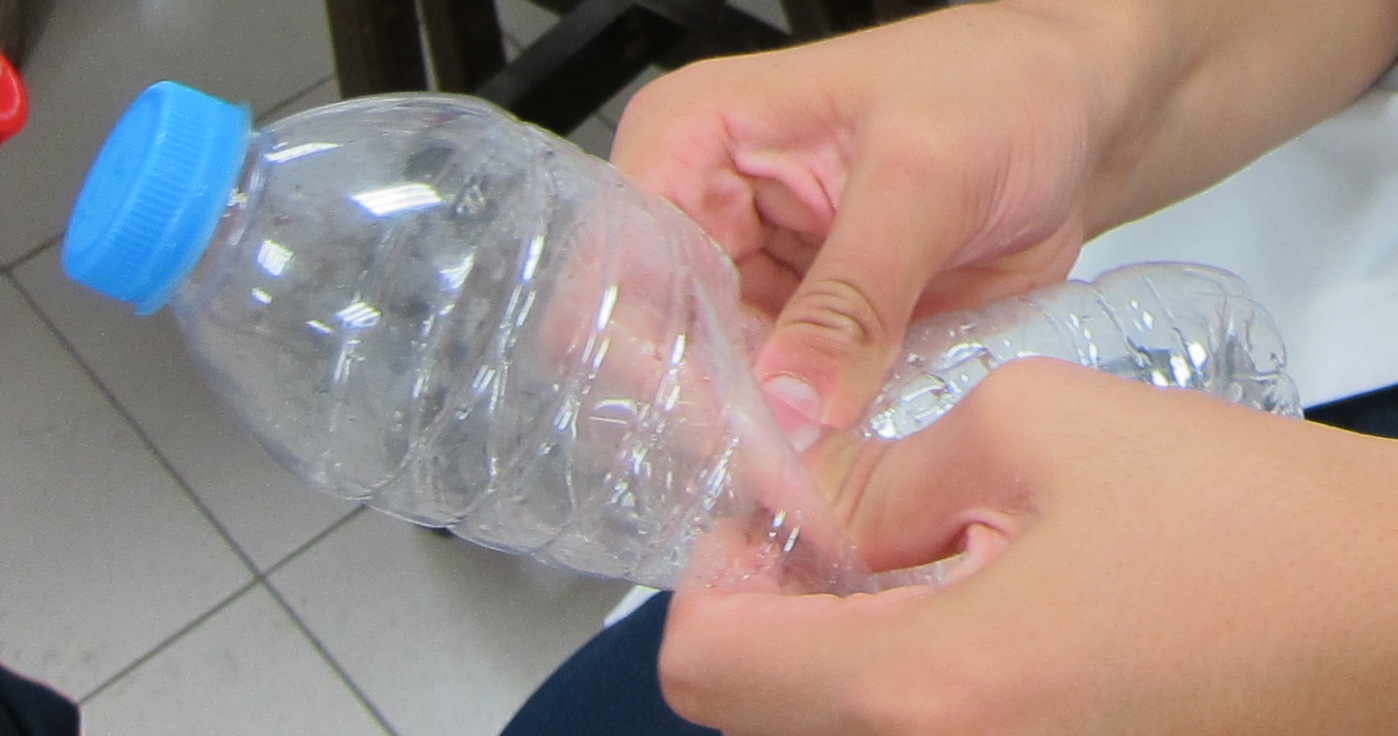
帶有凝結核的瓶子經歷絕熱壓縮升溫後無雲霧

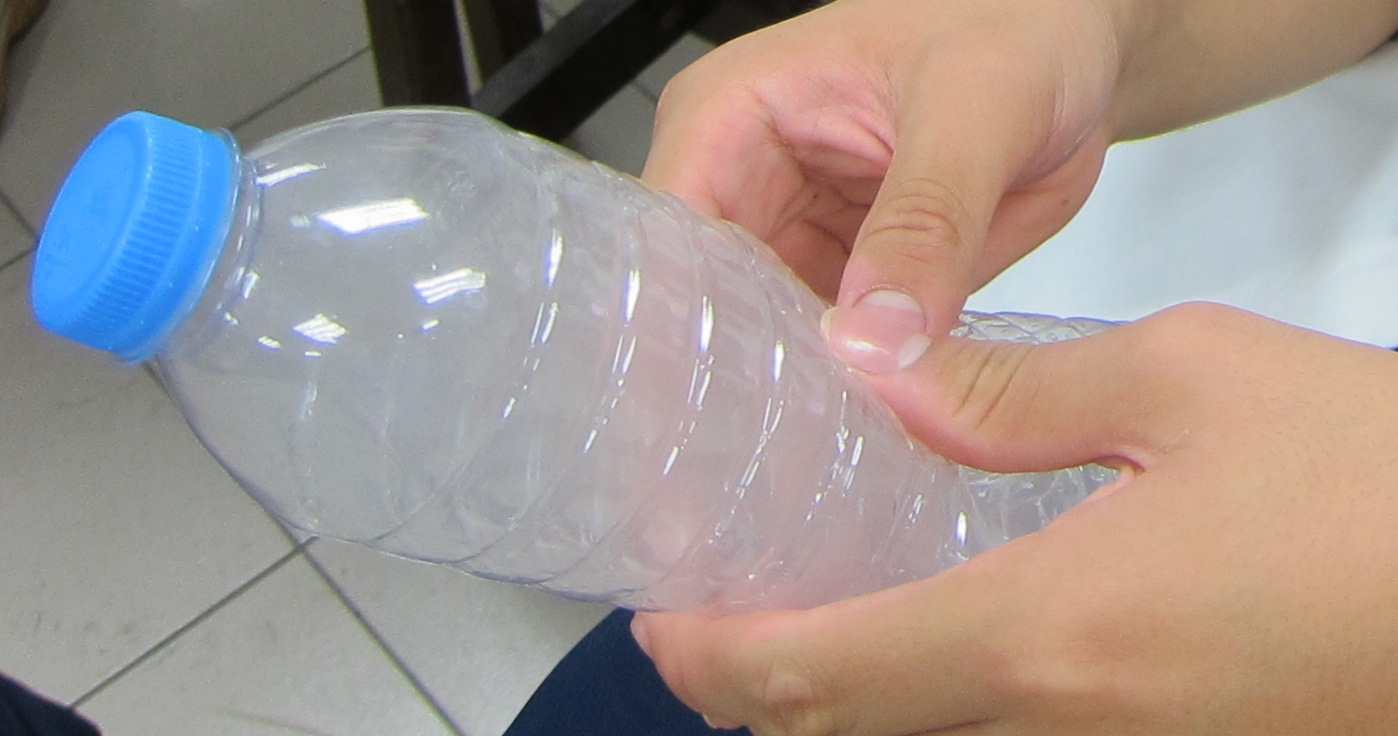
帶有凝結核的瓶子經歷絕熱膨脹後降溫凝結雲霧

將一透明的矿泉水瓶洗淨後，內部裝約5～10cc的自來水後蓋緊瓶蓋，劇烈搖晃瓶身數秒使瓶中水蒸氣分壓接近飽和，接著打開瓶蓋將一點燃且飄出可見煙霧的線香伸入瓶中約一秒後抽出線香並且立即蓋緊瓶蓋，此時用力按壓該矿泉水瓶，也就是對矿泉水瓶內的氣體作絕熱壓縮使其升溫，可以看見保特瓶內為透明狀態，維持數秒使熱能逸散至外界，接著放開寶特瓶讓其回彈，也就是作絕熱膨脹，瓶內降溫並且因凝結核的存在而產生雲霧充滿瓶中，若沒有線香的煙霧存在則不會於回彈階段產生雲霧的凝結現象，可以於尚未置入線香時按壓觀察，或是將瓶中裝滿水確定排除所有凝結核成分後再次實驗觀察。